# Anton Mulders
Anton Mulders (Dordrecht, 1931-2016) was een Nederlands korfballer en later korfbalcoach. 
Hij speelde zelf voor Deetos, maar in zijn carrière als coach was hij het meest succesvol voor PKC. Als coach stond hij bekend als kampioenenmaker, vanwege zijn 8 Nederlandse titels als coach. De zoon van Anton Mulders, Oscar Mulders is ook een belangrijk korfballer geweest voor Deetos, die de club aan menige titel heeft geholpen. Anton Mulders was meer dan 70 jaar lid van Deetos en is bij PKC onderscheiden als lid voor het leven. Mulders won eenmaal de prijs van Beste Korfbalcoach. Anton Mulders overleed in 2016 op 85-jarige leeftijd.

## Speler
Mulders begon met korfbal tijdens de Tweede Wereldoorlog bij Deetos, in 1942. Hij had talent en dat zorgde ervoor dat hij in 1949, op 18-jarige leeftijd, debuteerde in het eerste team van Deetos. Daar speelde hij tot en met 1965 in de hoofdmacht, in het drie-vakken-korfbal op het veld. Zaalkorfbal werd in zijn periode als speler nog niet gespeeld, die vorm deed pas zijn intrede in 1966.

## Oranje
Mulders speelde in 1956 zijn enige officiële interland voor het Nederlands korfbalteam. Vanwege blessureleed kwam hij niet meer in het Oranje in actie.

## Coach
Mulders werd na zijn carrière als speler hoofdcoach. Hij wisselde PKC en Deetos af in zijn meest succesvolle periode.

### PKC in de jaren '70
Mulders was van 1973 tot en met 1979 hoofdcoach bij PKC. Op het moment dat hij bij de club begon speelde PKC zowel op het veld als in de zaal nog niet op het hoogste niveau.
In zijn eerste seizoen als hoofdcoach (1973-1974) promoveerde hij met PKC naar de Hoofdklasse. In zijn tweede seizoen bij de club zorgde hij er ook voor dat PKC, als nieuwkomer in de veldtop als tweede eindigde in de Hoofdklasse, 5 punten achter Ons Eibernest.
In seizoen 1975-1976 werd PKC op het veld vierde in de Hoofdklasse, maar in de zaal promoveerde de club ook eindelijk naar de Hoofdklasse. Het doel van Mulders om PKC op het hoogste niveau te krijgen was hiermee al behaald.
In seizoen 1976-1977 speelde PKC zowel op het veld als in de zaal in de Hoofdklasse en dat deden ze met succes. Op het veld eindigde PKC eerste en was daarmee voor de eerste keer in de clubhistorie Nederlands kampioen.
In seizoen 1977-1978 werd PKC op het veld tweede, net achter LUTO en ook in de zaal was het scenario hetzelfde, want PKC werd tweede achter LUTO.
Seizoen 1978-1979 was het laatste seizoen met Mulders als hoofdcoach bij PKC in deze periode. In de zaal werd PKC derde in de Hoofdklasse B, maar op het veld nam PKC sportieve wraak op LUTO. PKC verzamelde 27 punten en bleef zo met 3 punten verschil los van LUTO en werd veldkampioen. Het was de tweede veldtitel met Mulders als hoofdcoach.

### Terug naar Deetos
In 1979 wisselde Mulders met Ron Westerkamp van club. Terwijl Westerkamp van Deetos naar PKC ging, deed Mulders het andersom.
Zo stond Mulders weer bij zijn oude club Deetos aan het roer. In zijn eerste seizoen als hoofdcoach, 1979-1980 werd Deetos overtuigend eerste in de Hoofdklasse A in de zaal. De ploeg verzamelde 24 punten. In de Hoofdklasse B werd PKC eerste met 19 punten, waardoor de zaalfinale PKC-Deetos werd. Het werd voor beide ploegen een interessante finale, alleen al omdat beide coaches beide ploegen goed kenden. De wedstrijd ging gelijk op en eindigde gelijk. Uiteindelijk moest de wedstrijd beslist worden door strafworpen, waarbij Deetos koelbloediger bleek. Deetos won voor de eerste keer in de clubhistorie de zaaltitel van Nederland. Voor Mulders was dit de eerste zaaltitel als hoofdcoach.
Op het veld werd Deetos derde en PKC werd landskampioen.
In 1980-1981 werd Deetos wederom eerste in de Hoofdklasse A in de zaal. De ploeg had 22 punten uit 14 wedstrijden, terwijl in de Hoofdklasse B Allen Weerbaar 24 punten had verzameld. De zaalfinale werd dan ook Allen Weerbaar tegen Deetos, waarbij Deetos de zaaltitel kon prolongeren. Deetos begon de finale sterk en kwam al snel met 3-0 voor door treffers van Wim Peetoom, John Boogers en Aart Schalk. Allen Weerbaar kwam terug tot 7-7 en toen sterspeler Bram van der Zee geblesseerd uitviel leken de kansen van Deetos te groeien. Deetos kwam voor met 8-7 door een treffer van Boogers, maar de 8-8 volgde snel. Hierna werd een goal van Deetos sterspeler Erik Wolsink geannuleerd en dit bleek een mentale tegenslag voor Deetos. Allen Weerbaar liep uit en won met 10-9.
Op het veld werd PKC weer kampioen, Deetos werd net tweede met 6 punten minder.
In seizoen 1981-1982 stond Mulders als coach van Deetos voor de derde keer achter elkaar in de zaalfinale. In de hoofdklasse A werd Deetos namelijk eerste met 20 punten, want net voldoende was voor de eerste plaats. In de finale speelde het tegen DOS'46 uit Nijeveen. Tot 7-7 ging het gelijk op, maar in de tweede helft zette DOS'46 onder leiding van coach Harry Dassen aan. DOS'46 won de finale uiteindelijk met 10-8.
Op het veld werd Deetos teleurstellend vierde met 19 punten. Het veldkampioenschap ging ook naar DOS'46 dat seizoen.

### PKC in de jaren 80
In 1982 verruilde Mulders Deetos voor PKC. Hij kende de club nog goed vanwege zijn coachingsfunctie van 1973 tot en met 1979. Aangezien Mulders al had aangegeven in 1982 te stoppen bij Deetos meldde PKC snel bij hem. Mulders verving coach Karel Verschoor en de missie bij PKC was duidelijk: van PKC een zaalkampioen maken.
In zijn eerste seizoen terug als hoofdcoach, 1982-1983 werd PKC zowel in de zaal als op het veld middenmoter. In de zaal werd het vierde en op het veld ook.
Seizoen 1983-1984 werd een seizoen met meer succes. In de zaal werd de ploeg gedeeld tweede in de Hoofdklasse B en miste het op 1 punt na de zaalfinale. De ploeg zat in de lift en schuurde tegen de landelijke top aan. Op het veld ging het echter stukken beter en stond de ploeg uiteindelijk na 18 wedstrijden met 29 punten. Voor de vijfde keer in de clubhistorie was PKC de Nederlandse veldkampioen.
In seizoen 1984-1985 lukte het PKC om in de zaal eerste te worden in de Hoofdklasse A. De ploeg verzamelde 21 punten en bleef zo 3 punten voor op LDO. Voor de tweede keer in de clubgeschiedenis stond PKC in de zaalfinale. In de finale trof PKC het Amsterdamse ROHDA. De finale werd een strijd der seksen. Zo stond ROHDA bekend om de aanvallende heren, zoals René Kruse en Peter Schallenberg, terwijl PKC bekend stond om de aanvallende krachten van de vrouwen, zoals Corrie Euser en Shirley Eilbracht. PKC won deze wedstrijd met 18-14 en zette hiermee een zaalfinalerecord. Nog niet eerder was er in de finale meer dan 15 maal per team gescoord. Het was ook de eerste zaaltitel in de clubhistorie van PKC. Het lukte echter niet om in dit seizoen de dubbel te pakken, want op het veld werd PKC net tweede, op 3 punten achterstand van Fortuna.
Seizoen 1985-1986 werd het seizoen van net niet. Eerst eindigde PKC in zaal tweede in de Hoofdklasse A met maar één punt verschil met DKOD, waardoor het de zaalfinale misliep. Op het veld werd het, net als het seizoen ervoor, tweede achter Fortuna.
In seizoen 1986-1987 zon PKC op sportieve wraak. De ploeg werd eerste in de zaal in de Hoofdklasse B met 22 punten uit 14 wedstrijden. Eerste in de Hoofdklasse A was Oost-Arnhem geworden met eveneens 22 punten. Oost-Arnhem stond voor de eerste keer in de geschiedenis in de zaalfinale en dit was ook volgens de verwachtingen die de club zo had uitgesproken. Oost-Arnhem had zich namelijk dit seizoen versterkt met Erik Wolsink en Bram van der Zee, ook wel het koningskoppel genoemd. In de zaalfinale bleek Oost-Arnhem dan ook te sterk voor PKC, want PKC verloor met 12-8. Op het veld kon PKC echter wel een feest vieren, want het behaalde 31 punten en werd hierdoor veldkampioen.
Seizoen 1987-1988 leek haast wel een kopie van het seizoen ervoor. In de zaal werd PKC weer eerste en in de finale moesten ze wederom tegen Oost-Arnhem aantreden. Ook in deze finale ging de titel naar Oost-Arnhem. PKC verloor de wedstrijd met 14-8. Op het veld was er sinds dit seizoen een andere competitie-opzet. Net als in de zaal werd er gespeeld in 2 hoofdklasses en de finale ging tussen beide poule-kampioenen in een best-of-3. In 1988 werd PKC eerste in de Hoofdklasse A en in de Hoofdklasse B was SCO eerste, waardoor deze ploegen elkaar troffen in de finalereeks. In de eerste finalewedstrijd won SCO met 16-14 en PKC moest aan de bak. De tweede wedstrijd ging met 16-13 naar PKC waardoor een derde beslissende wedstrijd nodig was. Die laatste wedstrijd won PKC met 13-12 en zo was PKC voor de tweede keer op rij Nederlands veldkampioen.
Met deze veldtitel nam Mulders voor de tweede keer afscheid als hoofdcoach van PKC.

### Terug naar Deetos, deel 2
In 1988 keerde Mulders als hoofdcoach terug bij Deetos. Hij verving daar John Boogers als coach en hij kreeg een talentvolle spelersgroep onder zijn leiding, waaronder zijn eigen zoon Oscar.
Mulders zorgde er in 1988-1989 voor dat Deetos beter ging presteren dan voorheen. Zo werd Deetos zowel in de zaal als op het veld tweede in zijn Hoofdklasse, wat aanzienlijk beter was de jaren ervoor toen Deetos een middenmoter was.
In seizoen 1989-1990 lukt het Deetos  om eerste te worden in de Hoofdklasse B in de zaal. De ploeg bleef ROHDA net voor en stond zodoende sinds 1983 weer in de zaalfinale. In de zaalfinale van 1990 speelde Deetos tegen het Delftse Fortuna. In een spannend duel trok Fortuna aan het langste eind en won met 14-12, maar Deetos was weer terug in de landelijke top.
Een aantal maanden na de zaalfinale eindigde Deetos op het veld ook eerste en ging als favoriet de veldfinale spelen tegen ROHDA. Ondanks dat Deetos in de competitie 6 punten meer had behaald dan ROHDA, won ROHDA de veldfinale in twee wedstrijden. Als bekroning op zijn werk werd Mulders in 1990 onderscheiden met de prijs Korfbalcoach van het Jaar.
Seizoen 1990-1991 werd het derde en laatste seizoen van Mulders als hoofdcoach in zijn terugkeer bij Deetos. In de zaal stond Deetos wederom in de finale en dit maal mocht het aantreden tegen Oost-Arnhem. Deetos won de finale met 12-10 en was eindelijk weer Nederlands zaalkampioen. Op het veld werd Deetos uiteindelijk eerste in de Hoofdklasse B en speelde de kruisfinale tegen KV Die Haghe. Deetos won vrij makkelijk met 16-10 en stond zo weer in de veldfinale. Mulders kon als hoofdcoach afscheid nemen met de dubbel, maar dit lukte niet. In de finale won ROHDA. Mulders werd na de verloren veldfinale vervangen door Wim Peetoom als hoofdcoach.

### SCO
Nadat Mulders in 1991 afscheid had genomen van Deetos ging hij een andere kant op. Hij ging bij SCO, een korfbalclub uit Oldeholtpade, Friesland. In eerste instantie leek de verhuizing een onlogische keuze, aangezien Mulders in Dordrecht bleef wonen en zo voor een aardige reistijd kwam te staan voor een club die niet op het hoogste niveau om de prijzen speelde. Het was echter de keuze van SCO om Mulders aan te stellen als hoofdcoach en technisch directeur om zo de weg omhoog in te slaan.
In zijn eerste seizoen voor de ploeg, 1991-1992 was de selectie van Mulders geplaagd door blessures. Zo keerde Jan Tuttel pas in februari terug bij de ploeg na een lange revalidatie. Uiteindelijk werd SCO zesde in de Hoofdklasse A in de zaal. Het ontliep ternauwernood degradatie.
In seizoen 1992-1993 werd de topspeler van SCO Aegle Frieswijk in de zaal wel topscoorder van Nederland, maar dit weerhield SCO  niet van degradatie. Op het veld lukte het de ploeg niet te promoveren naar de Hoofdklasse.
Seizoen 1993-1994 was het laatste seizoen van Mulders als hoofdcoach. In dit seizoen speelde SCO zowel op het veld als in de zaal niet in de Hoofdklasse en ook promotie werd in beide competities niet afgedwongen. Na drie seizoenen stopte Mulders bij SCO en namen Jaap Lenstra en Jan Koenrades het van hem over.

## Erelijst
- Nederlands kampioen veldkorfbal, 5x (1977, 1979, 1984, 1987, 1988)
- Nederlands kampioen zaalkorfbal, 3x (1980, 1985, 1991)
- Europacup kampioen veldkorfbal, 2x (1979, 1985)
- Europacup kampioen zaalkorfbal, 1x (1985)
- Korfbalcoach van het Jaar, 1x (1990)